# 于澄世
于澄世（1911年—），河北宁河人。中华人民共和国政治人物。

## 生平
1935年6月，毕业于天津河北省立工业学院水利工程系，历任渭惠渠工程处及褒惠渠工程处和管理局工程师、西北大学教授等职。中华人民共和国成立后，先后任陕西省人民委员会委员、陕西省水利局副局长，陕西省水利水保厅总工程师、副厅长。历任民革陕西省第四、第五届委员会副主任委员。